# Predikstolens naturreservat
Predikstolens naturreservat är ett naturreservat i Gagnefs kommun och Ludvika kommun i Dalarnas län.
Området är naturskyddat sedan 2019 och är 34 hektar stort. Reservatet ansluter i norr till naturreservatet Tansvägga och omfattar en  hög, delvis lodrät bergbrant som vetter åt öster. Reservatet består av tallskog på höjden och blandbarrskog nedanför.